# Quatre Jours de Dunkerque 2012
La 58e édition des Quatre Jours de Dunkerque a lieu du 4 au 8 mai 2012. La compétition est classée en catégorie 2.HC dans l'UCI Europe Tour 2012.

### Parcours

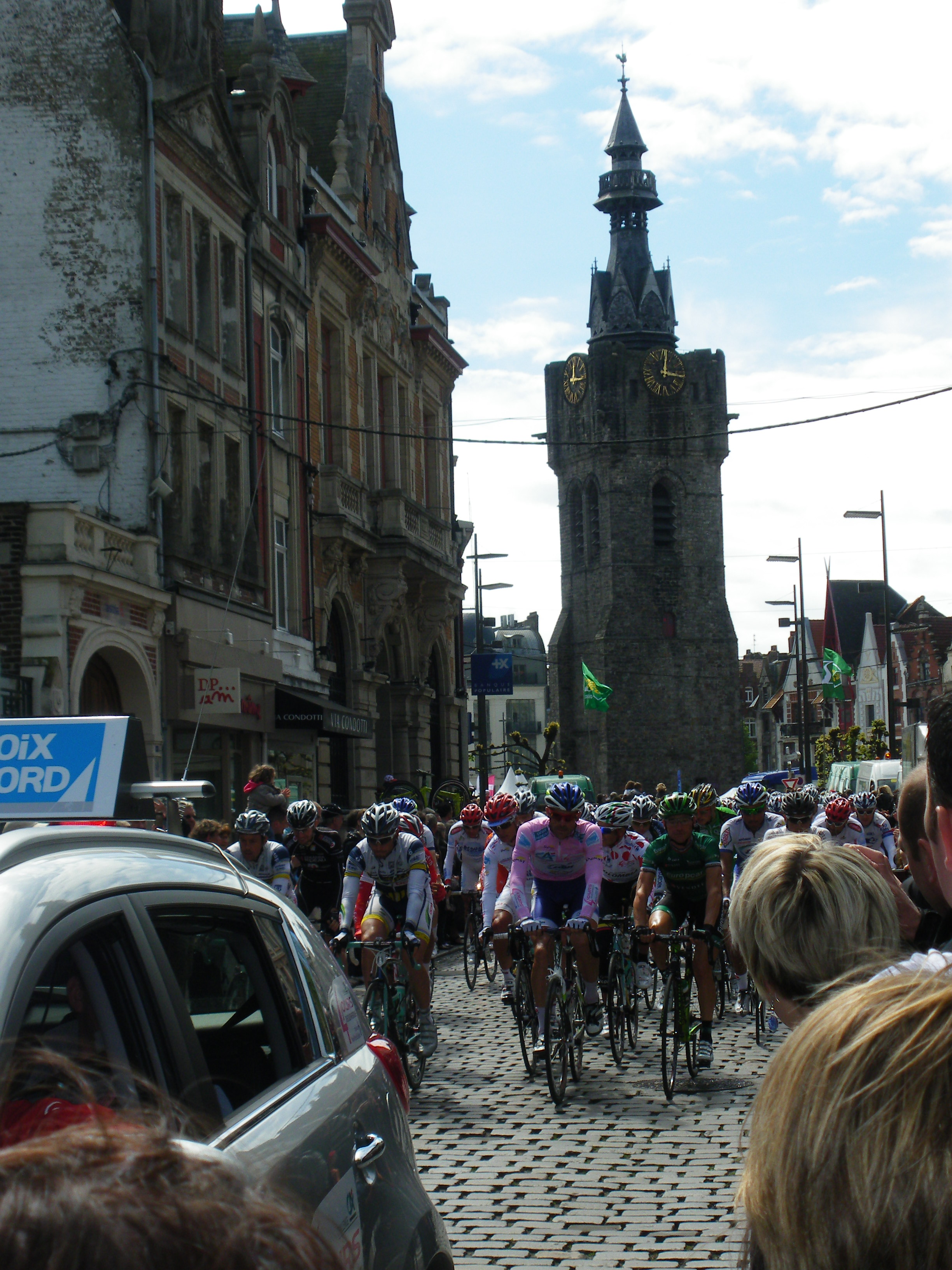
Départ de la dernière étape à Béthune.

## Présentation

### Équipes
| N.    | Code | Équipe                  |
| ----- | ---- | ----------------------- |
| 1-8   | EUC  | Europcar                |
| 11-18 | OPQ  | Omega Pharma-Quick Step |
| 21-28 | FDJ  | FDJ-BigMat              |
| 31-38 | VAC  | Vacansoleil-DCM         |
| 41-48 | ALM  | AG2R La Mondiale        |
| 51-58 | AST  | Astana                  |
| 61-68 | SAX  | Saxo Bank               |
| 71-78 | COF  | Cofidis                 |
| 81-88 | SAU  | Saur-Sojasun            |
| 91-98 | ASA  | Acqua & Sapone          |

| N.      | Code | Équipe                        |
| ------- | ---- | ----------------------------- |
| 101-108 | BSC  | Bretagne-Schuller             |
| 111-118 | ARG  | Argos-Shimano                 |
| 121-128 | TT1  | Type 1-Sanofi                 |
| 131-138 | LAN  | Landbouwkrediet-Euphony       |
| 141-148 | COL  | Colombia-Coldeportes          |
| 151-158 | TSV  | Topsport Vlaanderen-Mercator  |
| 161-168 | ACC  | Accent Jobs-Willems Veranda's |
| 171-178 | RLM  | Roubaix Lille Métropole       |
| 181-188 | AUB  | Auber 93                      |
| 191-198 | VRU  | Véranda Rideau-Super U        |

### Favoris
Au départ de cette 58e édition des Quatre Jours de Dunkerque, les favoris sont, le vainqueur sortant, le Français Thomas Voeckler (Europcar) , ses compatriotes Pierrick Fédrigo (FDJ-BigMat), Florian Vachon (Bretagne-Schuller), le Suisse Martin Elmiger (AG2R La Mondiale) vainqueur en 2010 et le Tchèque Zdeněk Štybar (Omega Pharma-Quick Step) 3e l'an passé.
Côté sprint, on retrouve notamment les français Jimmy Casper (AG2R La Mondiale), Adrien Petit (Cofidis), Sébastien Chavanel (Europcar) et Nacer Bouhanni (FDJ-BigMat), l'Italien Danilo Napolitano (Acqua & Sapone), l'Allemand John Degenkolb (Argos-Shimano), le Britannique Andrew Fenn (Omega Pharma-Quick Step) et le Néerlandais Kenny van Hummel (Vacansoleil-DCM).

## Étapes
| \| Dunkerque Coquelles Berck Montreuil Poperinge Reningelst Gravelines Cassel Béthune \| Carte des villes accueillant les départs ou les arrivées. |
| Dunkerque Coquelles Berck Montreuil Poperinge Reningelst Gravelines Cassel Béthune                                                                 |

L'édition 2012 des Quatre Jours de Dunkerque est constituée de cinq étapes pour un total de 887,5 kilomètres à parcourir, une étape démarre et arrive en Belgique près de la frontière.
| Étape     | Date  | Villes étapes           | type            | Distance (km) | Vainqueur d'étape | Leader du classement général |
| --------- | ----- | ----------------------- | --------------- | ------------- | ----------------- | ---------------------------- |
| 1re étape | 4 mai | Dunkerque – Coquelles   | étape vallonnée | 169,6         | John Degenkolb    | John Degenkolb               |
| 2e étape  | 5 mai | Berck – Montreuil       | étape vallonnée | 180,2         | John Degenkolb    | John Degenkolb               |
| 3e étape  | 6 mai | Poperinge – Reninghelst | étape vallonnée | 178,3         | Jimmy Engoulvent  | Jimmy Engoulvent             |
| 4e étape  | 7 mai | Gravelines – Cassel     | étape vallonnée | 183,3         | Zdeněk Štybar     | Jimmy Engoulvent             |
| 5e étape  | 8 mai | Béthune – Dunkerque     | étape de plaine | 176,1         | Matteo Pelucchi   | Jimmy Engoulvent             |

## Déroulement de la course

### 1reétape
|    | Coureur           | Pays      | Équipe                  |    | Temps           |
| -- | ----------------- | --------- | ----------------------- | -- | --------------- |
| 1  | John Degenkolb    | Allemagne | Argos-Shimano           | en | 4 h 01 min 45 s |
| 2  | Danilo Napolitano | Italie    | Acqua & Sapone          | +  | 0 s             |
| 3  | Pierrick Fédrigo  | France    | FDJ-BigMat              |    | 0 s             |
| 4  | Thomas Voeckler   | France    | Europcar                |    | 0 s             |
| 5  | Julien Guay       | France    | Roubaix Lille Métropole |    | 0 s             |
| 6  | Gert Steegmans    | Belgique  | Omega Pharma-Quick Step |    | 3 s             |
| 7  | Carlos Betancur   | Colombie  | Acqua & Sapone          |    | 3 s             |
| 8  | Romain Zingle     | Belgique  | Cofidis                 |    | 3 s             |
| 9  | Jérôme Pineau     | France    | Omega Pharma-Quick Step |    | 3 s             |
| 10 | Zdeněk Štybar     | Tchéquie  | Omega Pharma-Quick Step |    | 3 s             |

|    | Coureur           | Pays      | Équipe                  |    | Temps           |
| -- | ----------------- | --------- | ----------------------- | -- | --------------- |
| 1  | John Degenkolb    | Allemagne | Argos-Shimano           | en | 4 h 01 min 35 s |
| 2  | Danilo Napolitano | Italie    | Acqua & Sapone          | +  | 4 s             |
| 3  | Pierrick Fédrigo  | France    | FDJ-BigMat              |    | 5 s             |
| 4  | Thomas Voeckler   | France    | Europcar                |    | 10 s            |
| 5  | Julien Guay       | France    | Roubaix Lille Métropole |    | 10 s            |
| 6  | Jérôme Pineau     | France    | Omega Pharma-Quick Step |    | 11 s            |
| 7  | Gert Steegmans    | Belgique  | Omega Pharma-Quick Step |    | 13 s            |
| 8  | Carlos Betancur   | Colombie  | Acqua & Sapone          |    | 13 s            |
| 9  | Romain Zingle     | Belgique  | Cofidis                 |    | 13 s            |
| 10 | Zdeněk Štybar     | Tchéquie  | Omega Pharma-Quick Step |    | 13 s            |

### 2eétape
|    | Coureur             | Pays      | Équipe                        |    | Temps           |
| -- | ------------------- | --------- | ----------------------------- | -- | --------------- |
| 1  | John Degenkolb      | Allemagne | Argos-Shimano                 | en | 4 h 26 min 46 s |
| 2  | Zdeněk Štybar       | Tchéquie  | Omega Pharma-Quick Step       | +  | m.t             |
| 3  | Jérôme Pineau       | France    | Omega Pharma-Quick Step       |    | m.t             |
| 4  | Nacer Bouhanni      | France    | FDJ-BigMat                    |    | m.t             |
| 5  | Lloyd Mondory       | France    | AG2R La Mondiale              |    | m.t             |
| 6  | Danilo Napolitano   | Italie    | Acqua & Sapone                |    | m.t             |
| 7  | Kevyn Ista          | Belgique  | Accent Jobs-Willems Veranda's |    | m.t             |
| 8  | Egidijus Juodvalkis | Lituanie  | Landbouwkrediet-Euphony       |    | m.t             |
| 9  | Kenny van Hummel    | Pays-Bas  | Vacansoleil-DCM               |    | m.t             |
| 10 | Sébastien Hinault   | France    | AG2R La Mondiale              |    | m.t             |

|    | Coureur           | Pays      | Équipe                  |    | Temps           |
| -- | ----------------- | --------- | ----------------------- | -- | --------------- |
| 1  | John Degenkolb    | Allemagne | Argos-Shimano           | en | 8 h 28 min 11 s |
| 2  | Danilo Napolitano | Italie    | Acqua & Sapone          | +  | 14 s            |
| 3  | Pierrick Fédrigo  | France    | FDJ-BigMat              |    | 15 s            |
| 4  | Jérôme Pineau     | France    | Omega Pharma-Quick Step |    | 17 s            |
| 5  | Zdeněk Štybar     | Tchéquie  | Omega Pharma-Quick Step |    | 17 s            |
| 6  | Thomas Voeckler   | France    | Europcar                |    | 20 s            |
| 7  | Julien Guay       | France    | Roubaix Lille Métropole |    | 20 s            |
| 8  | Carlos Betancur   | Colombie  | Acqua & Sapone          |    | 23 s            |
| 9  | Romain Zingle     | Belgique  | Cofidis                 |    | 23 s            |
| 10 | Damien Gaudin     | France    | Europcar                |    | 27 s            |

### 3eétape
|    | Coureur             | Pays        | Équipe                       |    | Temps           |
| -- | ------------------- | ----------- | ---------------------------- | -- | --------------- |
| 1  | Jimmy Engoulvent    | France      | Saur-Sojasun                 | en | 4 h 01 min 22 s |
| 2  | Kévin Lalouette     | France      | Roubaix Lille Métropole      | +  | 2 s             |
| 3  | Benoît Jarrier      | France      | Véranda Rideau-Super U       |    | 20 s            |
| 4  | Jonathan Thiré      | France      | Auber 93                     |    | 20 s            |
| 5  | David Boucher       | France      | FDJ-BigMat                   |    | 20 s            |
| 6  | Sven Vandousselaere | Belgique    | Topsport Vlaanderen-Mercator |    | 36 s            |
| 7  | Matteo Pelucchi     | Italie      | Europcar                     |    | 1 min 45 s      |
| 8  | Andrew Fenn         | Royaume-Uni | Omega Pharma-Quick Step      |    | 1 min 45 s      |
| 9  | John Degenkolb      | Allemagne   | Argos-Shimano                |    | 1 min 45 s      |
| 10 | Claudio Corioni     | Italie      | Acqua & Sapone               |    | 1 min 45 s      |

|    | Coureur          | Pays      | Équipe                  |    | Temps            |
| -- | ---------------- | --------- | ----------------------- | -- | ---------------- |
| 1  | Jimmy Engoulvent | France    | Saur-Sojasun            | en | 12 h 29 min 52 s |
| 2  | Benoît Jarrier   | France    | Véranda Rideau-Super U  | +  | 1 min 19 s       |
| 3  | John Degenkolb   | Allemagne | Argos-Shimano           |    | 1 min 26 s       |
| 4  | Pierrick Fédrigo | France    | FDJ-BigMat              |    | 1 min 41 s       |
| 5  | Jérôme Pineau    | France    | Omega Pharma-Quick Step |    | 1 min 43 s       |
| 6  | Zdeněk Štybar    | Tchéquie  | Omega Pharma-Quick Step |    | 1 min 43 s       |
| 7  | Thomas Voeckler  | France    | Europcar                |    | 1 min 46 s       |
| 8  | Julien Guay      | France    | Roubaix Lille Métropole |    | 1 min 46 s       |
| 9  | Romain Zingle    | Belgique  | Cofidis                 |    | 1 min 49 s       |
| 10 | Carlos Betancur  | Colombie  | Acqua & Sapone          |    | 1 min 49 s       |

### 4eétape
|    | Coureur          | Pays      | Équipe                  |    | Temps           |
| -- | ---------------- | --------- | ----------------------- | -- | --------------- |
| 1  | Zdeněk Štybar    | Tchéquie  | Omega Pharma-Quick Step | en | 4 h 38 min 27 s |
| 2  | Carlos Betancur  | Colombie  | Acqua & Sapone          | +  | 10 s            |
| 3  | Thomas Voeckler  | France    | Europcar                |    | 15 s            |
| 4  | Martin Elmiger   | Suisse    | AG2R La Mondiale        |    | 15 s            |
| 5  | Laurent Pichon   | France    | Bretagne-Schuller       |    | 15 s            |
| 6  | Pierrick Fédrigo | France    | FDJ-BigMat              |    | 15 s            |
| 7  | Jérôme Pineau    | France    | Omega Pharma-Quick Step |    | 15 s            |
| 8  | Rob Ruijgh       | Pays-Bas  | Vacansoleil-DCM         |    | 15 s            |
| 9  | John Degenkolb   | Allemagne | Argos-Shimano           |    | 15 s            |
| 10 | Davy Commeyne    | Belgique  | Landbouwkrediet-Euphony |    | 15 s            |

|    | Coureur          | Pays      | Équipe                  |    | Temps            |
| -- | ---------------- | --------- | ----------------------- | -- | ---------------- |
| 1  | Jimmy Engoulvent | France    | Saur-Sojasun            | en | 17 h 09 min 09 s |
| 2  | Zdeněk Štybar    | Tchéquie  | Omega Pharma-Quick Step | +  | 43 s             |
| 3  | John Degenkolb   | Allemagne | Argos-Shimano           |    | 51 s             |
| 4  | Carlos Betancur  | Colombie  | Acqua & Sapone          |    | 1 min 03 s       |
| 5  | Pierrick Fédrigo | France    | FDJ-BigMat              |    | 1 min 06 s       |
| 6  | Thomas Voeckler  | France    | Europcar                |    | 1 min 07 s       |
| 7  | Jérôme Pineau    | France    | Omega Pharma-Quick Step |    | 1 min 18 s       |
| 8  | Rob Ruijgh       | Pays-Bas  | Vacansoleil-DCM         |    | 1 min 27 s       |
| 9  | Martin Elmiger   | Suisse    | AG2R La Mondiale        |    | 1 min 27 s       |
| 10 | Laurent Pichon   | France    | Bretagne-Schuller       |    | 1 min 27 s       |

### 5eétape
|    | Coureur             | Pays       | Équipe                        |    | Temps           |
| -- | ------------------- | ---------- | ----------------------------- | -- | --------------- |
| 1  | Matteo Pelucchi     | Italie     | Europcar                      | en | 3 h 54 min 51 s |
| 2  | John Degenkolb      | Allemagne  | Argos-Shimano                 | +  | m.t             |
| 3  | Danilo Napolitano   | Italie     | Acqua & Sapone                |    | m.t             |
| 4  | Adrien Petit        | France     | Cofidis                       |    | m.t             |
| 5  | Nacer Bouhanni      | France     | FDJ-BigMat                    |    | m.t             |
| 6  | Kenny van Hummel    | Pays-Bas   | Vacansoleil-DCM               |    | m.t             |
| 7  | Michael Van Staeyen | Belgique   | Topsport Vlaanderen-Mercator  |    | m.t             |
| 8  | Alessandro Bazzana  | Italie     | Type 1-Sanofi                 |    | m.t             |
| 9  | Jempy Drucker       | Luxembourg | Accent Jobs-Willems Veranda's |    | m.t             |
| 10 | Baptiste Planckaert | Belgique   | Landbouwkrediet-Euphony       |    | m.t             |

|    | Coureur          | Pays      | Équipe                  |    | Temps            |
| -- | ---------------- | --------- | ----------------------- | -- | ---------------- |
| 1  | Jimmy Engoulvent | France    | Saur-Sojasun            | en | 21 h 04 min 00 s |
| 2  | Zdeněk Štybar    | Tchéquie  | Omega Pharma-Quick Step | +  | 42 s             |
| 3  | John Degenkolb   | Allemagne | Argos-Shimano           |    | 45 s             |
| 4  | Carlos Betancur  | Colombie  | Acqua & Sapone          |    | 1 min 03 s       |
| 5  | Thomas Voeckler  | France    | Europcar                |    | 1 min 05 s       |
| 6  | Pierrick Fédrigo | France    | FDJ-BigMat              |    | 1 min 06 s       |
| 7  | Jérôme Pineau    | France    | Omega Pharma-Quick Step |    | 1 min 18 s       |
| 8  | Laurent Pichon   | France    | Bretagne-Schuller       |    | 1 min 24 s       |
| 9  | Rob Ruijgh       | Pays-Bas  | Vacansoleil-DCM         |    | 1 min 27 s       |
| 10 | Martin Elmiger   | Suisse    | AG2R La Mondiale        |    | 1 min 27 s       |

## Classements finals

### Classement général
|    | Cycliste         | Pays      | Équipe                  |    | Temps            |
| -- | ---------------- | --------- | ----------------------- | -- | ---------------- |
| 1  | Jimmy Engoulvent | France    | Saur-Sojasun            | en | 21 h 04 min 00 s |
| 2  | Zdeněk Štybar    | Tchéquie  | Omega Pharma-Quick Step | +  | 42 s             |
| 3  | John Degenkolb   | Allemagne | Argos-Shimano           |    | 45 s             |
| 4  | Carlos Betancur  | Colombie  | Acqua & Sapone          |    | 1 min 03 s       |
| 5  | Thomas Voeckler  | France    | Europcar                |    | 1 min 05 s       |
| 6  | Pierrick Fédrigo | France    | FDJ-BigMat              |    | 1 min 06 s       |
| 7  | Jérôme Pineau    | France    | Omega Pharma-Quick Step |    | 1 min 18 s       |
| 8  | Laurent Pichon   | France    | Bretagne-Schuller       |    | 1 min 24 s       |
| 9  | Rob Ruijgh       | Pays-Bas  | Vacansoleil-DCM         |    | 1 min 27 s       |
| 10 | Martin Elmiger   | Suisse    | AG2R La Mondiale        |    | 1 min 27 s       |

### Classements annexes
|   | Cycliste          | Pays      | Équipe                  | Points |
| - | ----------------- | --------- | ----------------------- | ------ |
| 1 | John Degenkolb    | Allemagne | Argos-Shimano           | 71     |
| 2 | Zdeněk Štybar     | Tchéquie  | Omega Pharma-Quick Step | 44     |
| 3 | Danilo Napolitano | Italie    | Acqua & Sapone          | 42     |

|   | Cycliste          | Pays     | Équipe               | Points |
| - | ----------------- | -------- | -------------------- | ------ |
| 1 | Carlos Quintero   | Colombie | Colombia-Coldeportes | 11     |
| 2 | Bert-Jan Lindeman | Pays-Bas | Vacansoleil-DCM      | 10     |
| 3 | Fabien Bacquet    | France   | Auber 93             | 8      |

|   | Cycliste            | Pays      | Équipe                  |    | Temps            |
| - | ------------------- | --------- | ----------------------- | -- | ---------------- |
| 1 | John Degenkolb      | Allemagne | Argos-Shimano           | en | 21 h 04 min 45 s |
| 2 | Carlos Betancur     | Colombie  | Colombia-Coldeportes    | +  | 18 s             |
| 3 | Egidijus Juodvalkis | Lituanie  | Landbouwkrediet-Euphony |    | 45 s             |

|   | Équipe                  | Pays     |    | Temps            |
| - | ----------------------- | -------- | -- | ---------------- |
| 1 | Bretagne-Schuller       | France   | en | 63 h 16 min 43 s |
| 2 | Landbouwkrediet-Euphony | Belgique | +  | 13 s             |
| 3 | Omega Pharma-Quick Step | Belgique |    | 3 min 54 s       |

## Évolution des classements
| Étape              | Vainqueur          | Classement général | Classement par points | Classement de la montagne | Classement du meilleur jeune | Classement par équipes  |
| ------------------ | ------------------ | ------------------ | --------------------- | ------------------------- | ---------------------------- | ----------------------- |
| 1                  | John Degenkolb     | John Degenkolb     | John Degenkolb        | Bert-Jan Lindeman         | John Degenkolb               | Omega Pharma-Quick Step |
| 2                  | John Degenkolb     | John Degenkolb     | John Degenkolb        | Carlos Quintero           | John Degenkolb               | Omega Pharma-Quick Step |
| 3                  | Jimmy Engoulvent   | Jimmy Engoulvent   | John Degenkolb        | Carlos Quintero           | John Degenkolb               | Omega Pharma-Quick Step |
| 4                  | Zdeněk Štybar      | Jimmy Engoulvent   | John Degenkolb        | Carlos Quintero           | John Degenkolb               | Bretagne-Schuller       |
| 5                  | Matteo Pelucchi    | Jimmy Engoulvent   | John Degenkolb        | Carlos Quintero           | John Degenkolb               | Bretagne-Schuller       |
| Classements finals | Classements finals | Jimmy Engoulvent   | John Degenkolb        | Carlos Quintero           | John Degenkolb               | Bretagne-Schuller       |